# أثيلستان
أثيلستان Athelstan أو Athelstan (/ ˈæθəlstæn / ؛ الإنجليزية القديمة: elstān [æðelstɑːn] ؛ الإسكندنافية القديمة: Aalsteinn ؛ مضاءة 'الحجر النبيل' ؛ [4] ج .894 - 27 أكتوبر 939) كان ملك الأنجلو ساكسون من 924 إلى 927 وملك الإنجليز من عام 927 حتى وفاته عام 939. [أ] كان ابن الملك إدوارد الكبير وزوجته الأولى إكوين. يعتبره المؤرخون المعاصرون أول ملوك إنجلترا وأحد "أعظم الملوك الأنجلو ساكسونيين". [6] لم يتزوج أبدا وليس لديه اي أولاد؛ خلفه أخيه غير الشقيق إدموند الأول.
عندما توفي إدوارد في يوليو 924 ، تم قبول أثيلستان كملك من قبل الميرسين. ربما تم الاعتراف بأخيه غير الشقيق إلفورد كملك في وسكس ، لكنه توفي في غضون ثلاثة أسابيع من وفاة والدهما. واجه أثيلستان Æthelstan مقاومة في وسكسس Wessex لعدة أشهر ، ولم يتم تتويجه حتى سبتمبر 925. في 927 غزا مملكة الفايكنج الأخيرة المتبقية ، يورك ، مما جعله أول حاكم أنجلو سكسوني في إنجلترا بأكملها. في 934 غزا اسكتلندا وأجبر قنسطنطين الثاني على الخضوع له. استاء الأسكتلنديون والفايكنج من حكم أثيلستان ، وفي عام 937 قاموا بغزو إنجلترا. هزمهم أثيلستان Æthelstan في معركة برونانبوره ، وهو نصر منحه مكانة كبيرة في كل من الجزر البريطانية والقارة. بعد وفاته عام 939 ، استعاد الفايكنج سيطرتهم مرة أخرى على يورك ، ولم يتم استعادتها أخيرًا حتى عام 954.
أسس أثيلستان حكومة مركزية زاد من سيطرته على إنتاج المواثيق واستدعى شخصيات بارزة من مناطق بعيدة إلى مجالسه. وحضر هذه الاجتماعات أيضًا حكام من خارج أراضيه ، وخاصة ملوك ويلز ، الذين اعترفوا بذلك بسيادته. المزيد من النصوص القانونية الباقية من عهده أكثر من أي ملك إنجليزي آخر في القرن العاشر. يظهرون قلقه بشأن عمليات السطو المنتشرة والتهديد الذي يشكلونه للنظام الاجتماعي. بنيت إصلاحاته القانونية على إصلاحات جده ألفريد العظيم. كان أثيلستان Æthelstan واحدًا من أكثر ملوك الغرب السكسوني تقوى ، وكان معروفًا بجمع الآثار وتأسيس الكنائس. كانت أسرته مركز تعلم اللغة الإنجليزية خلال فترة حكمه ، ووضعت الأساس للإصلاح الرهباني البينديكتيني في وقت لاحق من هذا القرن. لم يلعب أي ملك غربي سكسوني دورًا مهمًا في السياسة الأوروبية مثل أثيلستان Æthelstan ، وقام بترتيب زيجات العديد من شقيقاته من حكام القارة.

## لمحة تاريخية
بحلول القرن التاسع ، تم دمج الممالك العديدة في الفترة الأنجلوسكسونية المبكرة في أربع ممالك: وسكس ، وميرسيا ، ونورثمبريا ، وشرق أنجليا .  في القرن الثامن ، كانت مرسيا هي أقوى مملكة في جنوب إنجلترا ، ولكن في أوائل القرن التاسع ، أصبحت وسكس مهيمنًة تحت قيادة جد إثيلستان الأكبر ، إيغبرت . في منتصف القرن ، تعرضت إنجلترا لهجوم متزايد من غارات الفايكنج ، وبلغت ذروتها بغزو الجيش الوثني العظيم عام 865. بحلول عام 878 ، اجتاح الفايكنج شرق أنجليا ، ونورثومبريا ، وميرسيا ، وكادوا ان يغزو وسكس. قاتل الغرب الساكسوني تحت حكم ألفريد العظيم ، وحقق نصرًا حاسمًا في معركة إدينجتون .  اتفق ألفريد وزعيم الفايكنج غوثرم Guthrum على التقسيم الذي أعطى الأنجلو ساكسون ميرسيا الغربية و ميرسيا الشرقية إلى الفايكنج. في عام 890 نجح ألفريد في مواجهة هجمات الفايكنج المتجددة ، بمساعدة ابنه (ووالد أثيلستان) إدوارد و لورد ميرسيا إثيلريد  . حكم إثيلريد Æthelred  ميرسيا الإنجليزية تحت قيادة ألفريد وتزوج من ابنته اثلفليد  . توفي ألفريد عام 899 وخلفه ابنه إدوارد الكبير ، إليثولد ابن إثيلريد الاول Æthelred  ، الأخ الأكبر للملك ألفريد وسلفه كملك ، قدم عرضًا للسلطة ، لكنه قُتل في معركة هولمي عام 902.
لا يُعرف سوى القليل عن الحرب بين الإنجليز والدنماركيين على مدار السنوات القليلة التالية ، ولكن في عام 909 أرسل إدوارد الكبير جيشًا من وسكس وميرسيا لتدمير نورثمبريا. لكن في العام التالي ، هاجم الدنماركيون من نورثمبريا مرسيا ، لكنهم عانوا من هزيمة ساحقة في معركة تيتينهال .  توفي إثيلريد  Æthelred  في عام 911 وخلفه أرملته اثلفليد في منصب حاكم مرسيا. على مدار العقد التالي ، غزا إدوارد و اثلفليد الفايكنج في ميرسيا و شرق انجليا.  توفيت أثلفليد عام 918 وخلفتها ابنتها ألفوين لفترة وجيزة ، ولكن في نفس العام عزلها إدوارد وتولى السيطرة المباشرة على مرسيا
عندما مات إدوارد عام 924 ، كان يسيطر على كل إنجلترا جنوب نهر هامبر.  وحكم ملك الفايكنج Sihtric ممكلة يورك جنوب نورثمبريا . لكن Ealdred حافظ على الحكم الأنجلو ساكسوني في جزء على الأقل من مملكة برنيسيا السابقة من قاعدته في بامبورغ في شمال نورثمبريا. حكم قسطنطين الثاني اسكتلندا ، باستثناء الجنوب الغربي ، التي كانت مملكة ستراثكلايد البريطانية. تم تقسيم ويلز إلى عدد من الممالك الصغيرة ، بما في ذلك Deheubarth في الجنوب الغربي ، و Gwent في الجنوب الشرقي ، و Brycheiniog مباشرة شمال Gwent ، و مملكة غوينيد في الشمال.

## النشأة
وفقًا للمؤرخ الأنجلو نورماندي ويليام من مالميسبري ، كان أثيلستان يبلغ من العمر ثلاثون عام عندما اعتلي العرش عام 924. مما يعني أنه ولد حوالي عام 894. كان الابن الأكبر لإدوارد الكبير. و الوحيد من زوجته الأولى إكجوين .
تزوج إدوارد من زوجته الثانية ، ألفليد ، في وقت وفاة والده تقريبًا ، ربما بسبب وفاة إكجوين. او أنها قد تكون قد وضعت جانبا. أدى الزواج الجديد إلى إضعاف موقف أثيلستان ، حيث فضلت زوجة أبيه بشكل طبيعي مصالح أبنائها ، ألفويرد وإدوين. بحلول عام 920 ، كان إدوارد قد اتخذ زوجة ثالثة ، إيدجيفو ، ربما بعد أن وضع ألفليد جانبًا. كان لإيدجيفو ولدان ، ملوك المستقبل إدموند وإيدريد. كان لإدوارد عدة بنات ، ربما تصل إلى تسع بنات.
ربما كان تعليم أثيلستان اللاحق في محكمة مرسيان عند عمته وزوجها ، ومن المرجح أن الأمير الشاب قد حصل على تدريبه العسكري في حملات ميرسيا ل.لاخضاع المناطق التي تطبق فيها القانون الدنماركي (Danelaw) ووفقًا لنص يرجع تاريخه إلى عام 1304 ، في عام 925 ، أعطي أثيلستان ميثاق امتيازات إلى دير القديس أوزوالد ، في جلوستر ، حيث دفنت عمته و زوجها .عندما تولى إدوارد السيطرة المباشرة على مرسيا بعد وفاة أثلفليد عام 918 ، ربما مثل أثيلستان مصالح والده هناك.

## فتره حكم

### الصراع على السلطة
توفي إدوارد في فارندون بشمال مرسيا في 17 يوليو 924 ، والأحداث التي تلت ذلك غير واضحة. كان ألفورد ، الابن الأكبر لإدوارد من قبل ألفليد ، قد احتل مرتبة أعلى من أثيلستان في التصديق على ميثاق عام 901 ، وربما كان إدوارد قد قصد أن يكون ألفويرد هو خليفته كملك ، إما لـ وسكس فقط أو للمملكة بأكملها. إذا كان إدوارد قد نوى تقسيم ممالكه بعد وفاته ، فإن عزل ألفوين في مرسيا عام 918 ربما كان يهدف إلى تمهيد الطريق لخلافة أثيلستان كملك لميرسيا. عندما توفي إدوارد ، كان أثيلستان معه على ما يبدو في ميرسيا ، بينما كان ألفويرد في وسكس. اعترفت مرسيا بأن أثيلستان ملكًا ، وربما اختاروسكس ألفويرد. ومع ذلك ، فقد عاش ألفويرد بعد والده بستة عشر يومًا فقط.
حتى بعد وفاة ألفويرد ، يبدو أن هناك معارضة لأثيلستان في وسكس ، ولا سيما في وينشستر ، حيث دفن ألفويرد. في البداية تصرف أثلستان كملك ميرسيا. إن ميثاق الأرض في ديربيشاير ، والذي يبدو أنه صدر في وقت من عام 925 عندما لم يتم الاعتراف بسلطته بعد خارج مرسيا ، قد شهده أساقفة مرسيا فقط. ويرى المؤرخان ديفيد دومفيل وجانيت نيلسون أنه ربما وافق على عدم الزواج أو أن يكون له ورثة من أجل الحصول على القبول. ومع ذلك ، فإن سارة فوت تنسب قراره بالبقاء غير متزوج إلى "إصرار بدافع ديني على العفة كأسلوب حياة"
تم تتويج أثيلستان في 4 سبتمبر 925 في كينجستون علي نهر التايمز ، ربما بسبب موقعها الرمزي على الحدود بين وسكس و ميرسيا. توج من قبل رئيس أساقفة كانتربري ، أثيلم ، الذي ربما صمم أو نظم نظامًا جديدًا للخدمة الدينية ارتدى فيه الملك تاجًا لأول مرة بدلاً من خوذة. تأثر النظام الجديد بالقداس الفرنسي الغربي وأصبح بدوره أحد مصادر النظام الفرنسي في العصور الوسطى.
يبدو أن المعارضة استمرت حتى بعد التتويج. وفقًا لـ William of Malmesbury ، فقد تآمر أحد النبلاء غير المعروفين يُدعى ألفريد على أثيلستان ليجعلم من المكفوفين بسبب عدم شرعيته المفترضة ، على الرغم من أنه من غير المعروف ما إذا كان يهدف إلى جعل نفسه ملكًا أو كان يتصرف نيابة عن إدوين ، الأخ الأصغر لألفويرد. كان من الممكن أن تكون التعمية إعاقة كافية لجعل أثيلستان غير مؤهل للملكية دون تكبد العذاب المرتبط بالقتل. يبدو أن التوترات بين أثيلستان ووينشستر استمرت لعدة سنوات. لم يحضر أسقف وينشستر ، فريتستان ، التتويج أو يشهد أيًا من مواثيق أثيلستان المعروفة حتى عام 928. بعد ذلك شهد بانتظام إلى حد ما حتى استقالته في عام 931 ، ولكن تم إدراجه في منصب أدنى مما كان يستحقه من قبل أقدميته.
في عام 933 ، غرق إدوين في غرق سفينة في بحر الشمال. أخذ ابن عمه ، أديلولف ، كونت بولوني ، جثمانه لدفنه في دير سانت بيرتين في سان أومير. وفقًا لكاتب سجلات الدير ، فولكوين ، الذي اعتقد خطأً أن إدوين كان ملكًا ، فقد فر من إنجلترا "مدفوعًا ببعض الاضطرابات في مملكته". ذكر فولكوين أن أثيلستان أرسل صدقات إلى الدير لأخيه المتوفى واستقبل رهبان من الدير بلطف عندما أتوا إلى إنجلترا ، على الرغم من أن فولكوين لم يدرك أن أثلستان مات قبل أن يقوم الرهبان بالرحلة عام 944. مؤرخ القرن الثاني عشر سيمون من قال دورهام إن أثيلستان أمر بإغراق إدوين ، ولكن معظم المؤرخين رفضوا ذلك. ربما يكون إدوين قد فر من إنجلترا بعد تمرد فاشل ضد حكم أخيه ، وربما يكون موته قد وضع حدًا لمعارضة وينشستر.